# Pleasanton
Pleasanton és una població dels Estats Units a l'estat de Califòrnia. Segons el cens del 2000 census tenia 63.654 habitants.

## Demografia
Segons el cens del 2000, Pleasanton tenia 63.654 habitants, 23.311 habitatges, i 17.390 famílies. La densitat de població era de 1.134,1 habitants/km².
Dels 23.311 habitatges en un 40,8% hi vivien nens de menys de 18 anys, en un 63,7% hi vivien parelles casades, en un 7,8% dones solteres, i en un 25,4% no eren unitats familiars. En el 19,3% dels habitatges hi vivien persones soles el 5,2% de les quals corresponia a persones de 65 anys o més que vivien soles. El nombre mitjà de persones vivint en cada habitatge era de 2,72 i el nombre mitjà de persones que vivien en cada família era de 3,15.
Per edats la població es repartia de la següent manera: un 28,2% tenia menys de 18 anys, un 5,5% entre 18 i 24, un 33,4% entre 25 i 44, un 25,3% de 45 a 60 i un 7,6% 65 anys o més.
L'edat mediana era de 37 anys. Per cada 100 dones de 18 o més anys hi havia 94,3 homes.
La renda mediana per habitatge era de 90.859 $ i la renda mediana per família de 115.944 $. Els homes tenien una renda mediana de 77.072 $ mentre que les dones 44.493 $. La renda per capita de la població era de 41.623 $. Entorn del 3,6% de les famílies i el 4,6% de la població estaven per davall del llindar de pobresa.

## Poblacions més properes
El següent diagrama mostra les poblacions més properes.